# Serguei Liminovich
Serguei Liminovich es un deportista soviético que compitió en piragüismo en la modalidad de aguas tranquilas. Ganó tres medallas en el Campeonato Mundial de Piragüismo entre los años 1978 y 1981.

## Palmarés internacional
| Campeonato Mundial | Campeonato Mundial       | Campeonato Mundial | Campeonato Mundial |
| Año                | Lugar                    | Medalla            | Evento             |
| ------------------ | ------------------------ | ------------------ | ------------------ |
| 1978               | Belgrado (Yugoslavia)    | Medalla de bronce  | C1 500 m           |
| 1979               | Duisburgo (RFA)          | Medalla de plata   | C1 10 000 m        |
| 1981               | Nottingham (Reino Unido) | Medalla de bronce  | C1 10 000 m        |